# Kanariku
Kanariku is een plaats in de Estlandse gemeente Võru vald, provincie Võrumaa. De plaats heeft de status van dorp (Estisch: küla). Kanariku ligt ten noorden van de vlek Parksepa en tegen de grens tussen de provincies Võrumaa en Põlvamaa aan. De naam betekent ‘onvruchtbare grond’.
Op het grondgebied van Parksepa ligt een meer met de naam Kanariku järv (2,5 ha).

## Bevolking
Het dorp had 26 inwoners op 31 december 2021.

## Geschiedenis
Kanariku werd rond 1900 voor het eerst genoemd onder de Russische naam Канарико (Kanariko), een dorp op het landgoed van Waimel (Väimela). In 1923 was het als Kanariku een dorp in het onafhankelijke Estland. In 1977 werd het dorp bij het buurdorp Raiste gevoegd.
Op 11 oktober 2021 willigden de gemeente Võru vald en de minister van Openbaar bestuur een verzoek van de inwoners van het voormalige dorp Kanariku in om van Kanariku weer een zelfstandig dorp te maken. Sinds 19 november 2021 bestaat Kanariku weer als dorp. Raiste raakte daarmee zijn oostelijke deel kwijt.